# Liste der Kulturdenkmäler in Laurenburg
In der Liste der Kulturdenkmäler in Laurenburg sind alle Kulturdenkmäler der rheinland-pfälzischen Ortsgemeinde Laurenburg aufgeführt. Grundlage ist die Denkmalliste des Landes Rheinland-Pfalz (Stand: 8. Dezember 2023).

## Einzeldenkmäler
| Bezeichnung        | Lage                    | Baujahr                   | Beschreibung | Bild                           |
| ------------------ | ----------------------- | ------------------------- | --- | ------------------------------ |
| Schloss Laurenburg | Hauptstraße 1 Lage      | Ende des 18. Jahrhunderts | Dreiflügelanlage, hofseits zwei Giebelrisalite, Ende des 18. Jahrhunderts; Gesamtanlage mit Gartenterrasse                                     | weitere Bilder Fotos hochladen |
| Wohnhaus           | Hauptstraße 43 Lage     | 16. Jahrhundert           | Fachwerkhaus, teilweise verputzt, 16. Jahrhundert                                                                                              | Fotos hochladen                |
| Burg Laurenburg    | westlich des Ortes Lage | vor 1117                  | Ruine, viergeschossiger, fünfeckiger Hauptturm, zwei kleinere Rundtürme, geringe Mauerreste der seit 1117 überlieferten, 1643 verfallenen Burg | weitere Bilder Fotos hochladen |